# Bahnhof Eibenstock unt Bf
Der Bahnhof Eibenstock unt Bf war eine Betriebsstelle der Bahnstrecke Chemnitz–Adorf und der hier abzweigenden Strecke Eibenstock unt Bf–Eibenstock ob Bf. Die Betriebsstelle war einer von zwei Bahnhöfen der Stadt Eibenstock in Sachsen.

## Geschichte

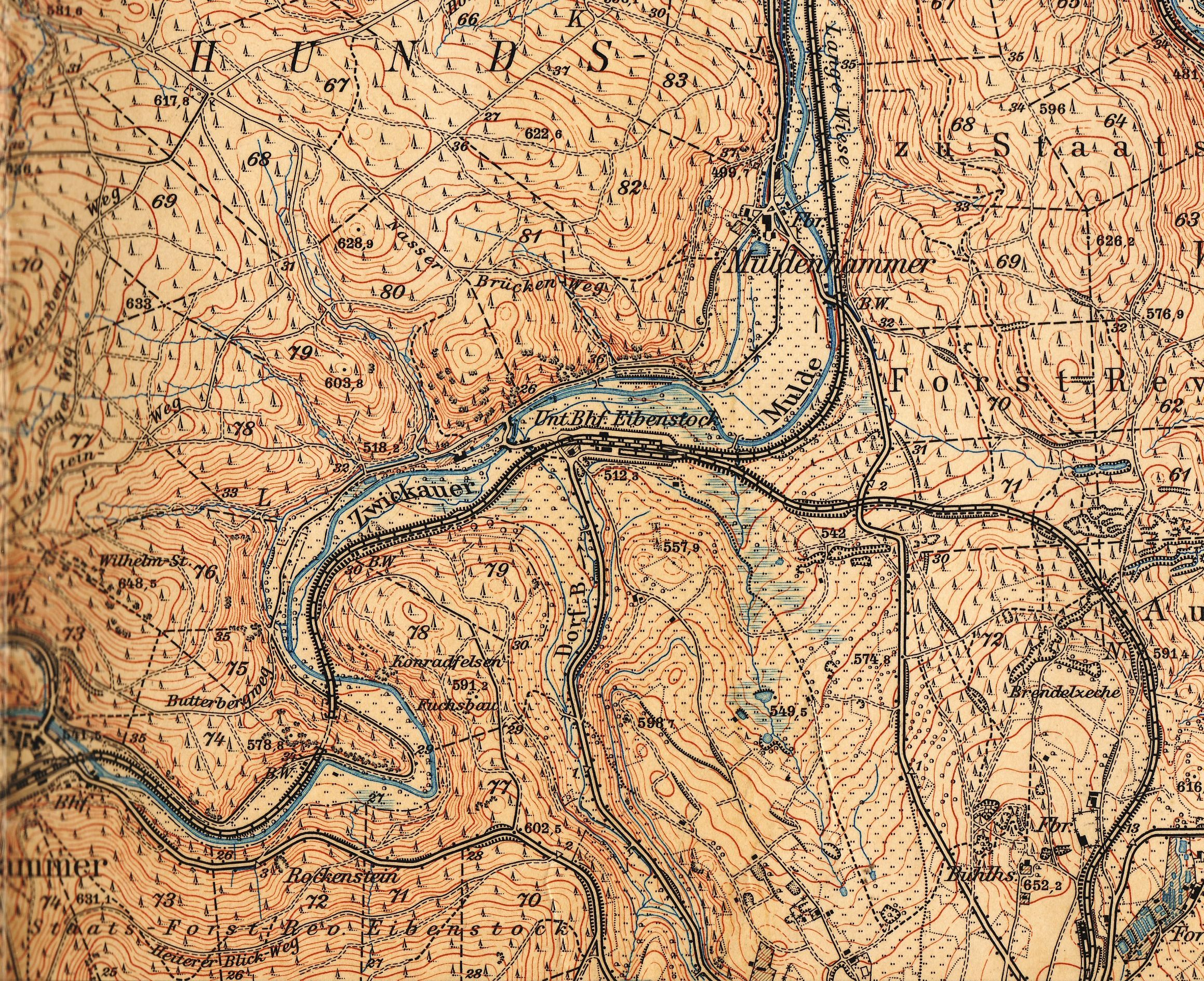
Der Bahnhof im Tal der Zwickauer Mulde und die Eisenbahnstrecke vor dem Bau der Talsperre Eibenstock

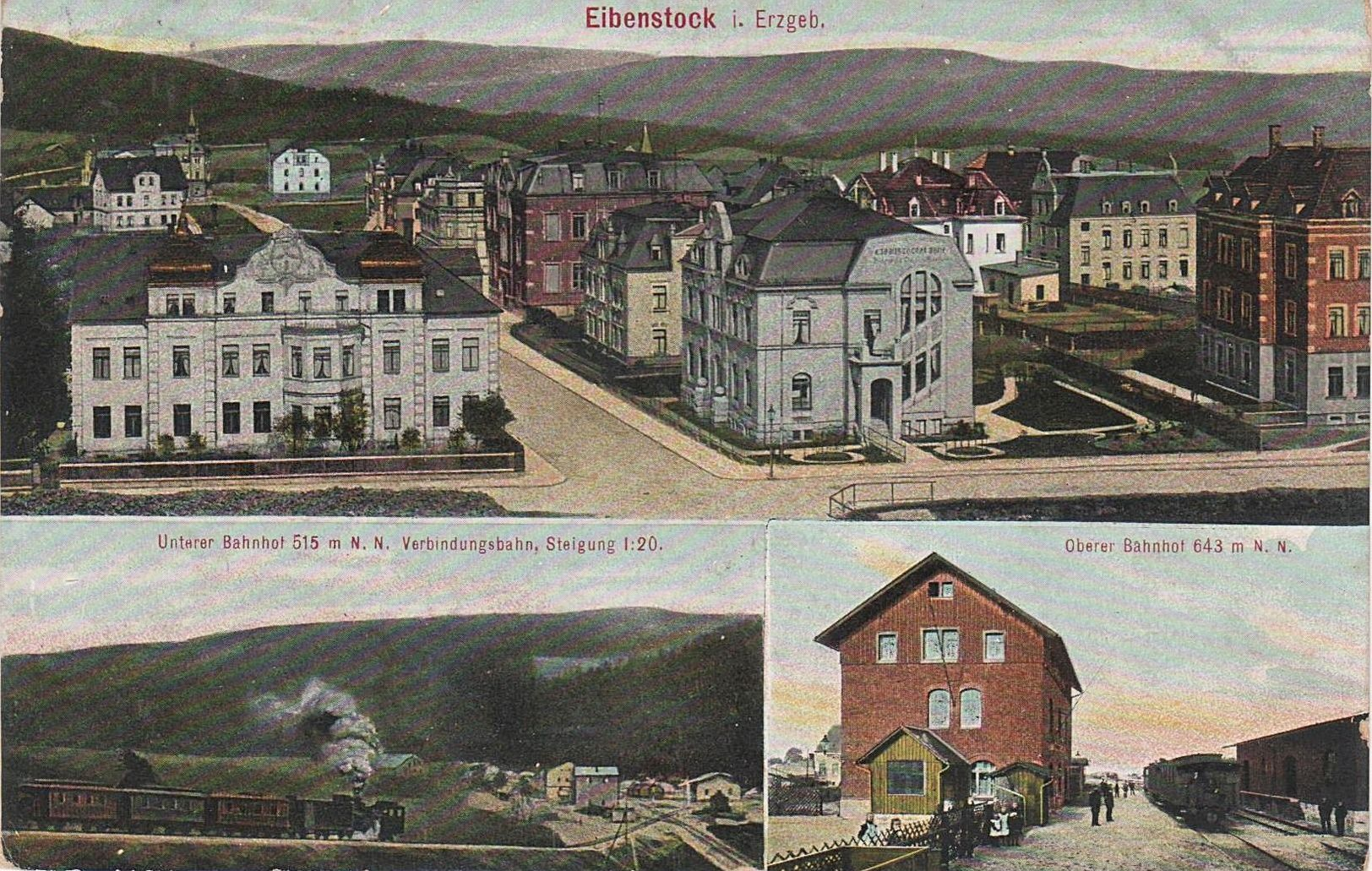
Ansichtskarte mit dem unteren Bahnhof

1875 erhielt Eibenstock mit der Eröffnung der Bahnstrecke Chemnitz–Adorf der Chemnitz-Aue-Adorfer Eisenbahn-Gesellschaft (CAAE) erstmals einen Eisenbahnanschluss. Der Bahnhof lag aber 3,5 km entfernt und etwa 130 m tiefer im Muldental, sodass sich die Verkehrsbedingungen nicht wesentlich verbesserten. Nach der Errichtung des Streckenabschnitts Schönheide-Wilzschhaus der Schmalspurbahn Wilkau-Haßlau–Carlsfeld, der 1893 in Betrieb ging, wurde über eine Verlängerung nach Carlsfeld diskutiert. Die Stadt Eibenstock wandte sich mit einer Petition an den Sächsischen Landtag mit dem Ziel, dass eine Schmalspurbahn von Eibenstock nach Schönheide und Schönheiderhammer mit einem Anschluss an die  Schmalspurbahn Wilzschhaus-Saupersdorf gebaut werde. Diese Petition verwarf der Landtag in seiner Sitzung am 13. März 1894. Erst mit der Eröffnung der Steilstrecke Eibenstock am 2. Mai 1905 erhielt Eibenstock einen besseren Verkehrsanschluss. Der bisherige Bahnhof Eibenstock erhielt den neuen Namen Eibenstock unt Bf, da am oberen Ende der Steilstrecke mit dem oberen Bahnhof eine weitere Bahnstation entstand. Mit der Streckeneröffnung mussten auch die Gleisanlagen erweitert werden, zeitgleich wurde auch die Wasserstation abgerissen, da sie dem Ausbau im Weg stand.
Mit der Stationierung einer Kleinlok wurde 1934 auch ein passender Schuppen dafür gebaut. Während des Zweiten Weltkriegs führte vom Bahnhof ein Anschlussgleis zu einer 1936 erbauten Munitionsfabrik. Nach dem Ende des Zweiten Weltkrieges wurde der Anschluss abgetragen und das Werk gesprengt. 1950 wurde die Kleinlok abgezogen. Ende der 1960er Jahre wurde der Güterschuppen und die Seitenladerampe abgerissen.
Kriegsschäden an der Bahnlinie von Aue nach Wilzschhaus konnten „nach wochenlanger angestrengter Arbeit“ Ende Mai 1945 behoben werden. Der Zugbetrieb wurde am 28. Mai 1945 mit zunächst zwei Zugpaaren täglich in jede Richtung wieder begonnen. Damit wurde auch der Zugverkehr auf der Steilstrecke erreicht.
Im Zuge des Baus der Talsperre Eibenstock wurde der Personenverkehr am 27. September 1975 und der Güterverkehr im Oktober desselben Jahres beendet. Anschließend waren die Bauwagen für die Arbeitskräfte, die die Strecke zum oberen Bahnhof abbauten, im unteren Bahnhof stationiert. Die Gleisanlagen des Bahnhofs selber wurden Ende Oktober 1975 entfernt, auch wurden sämtliche noch vorhandene Hochbauten ausnahmslos abgerissen. Das Areal des Bahnhofes befindet sich heute 20 m unter der Wasserfläche des Stausees.